# Sirap

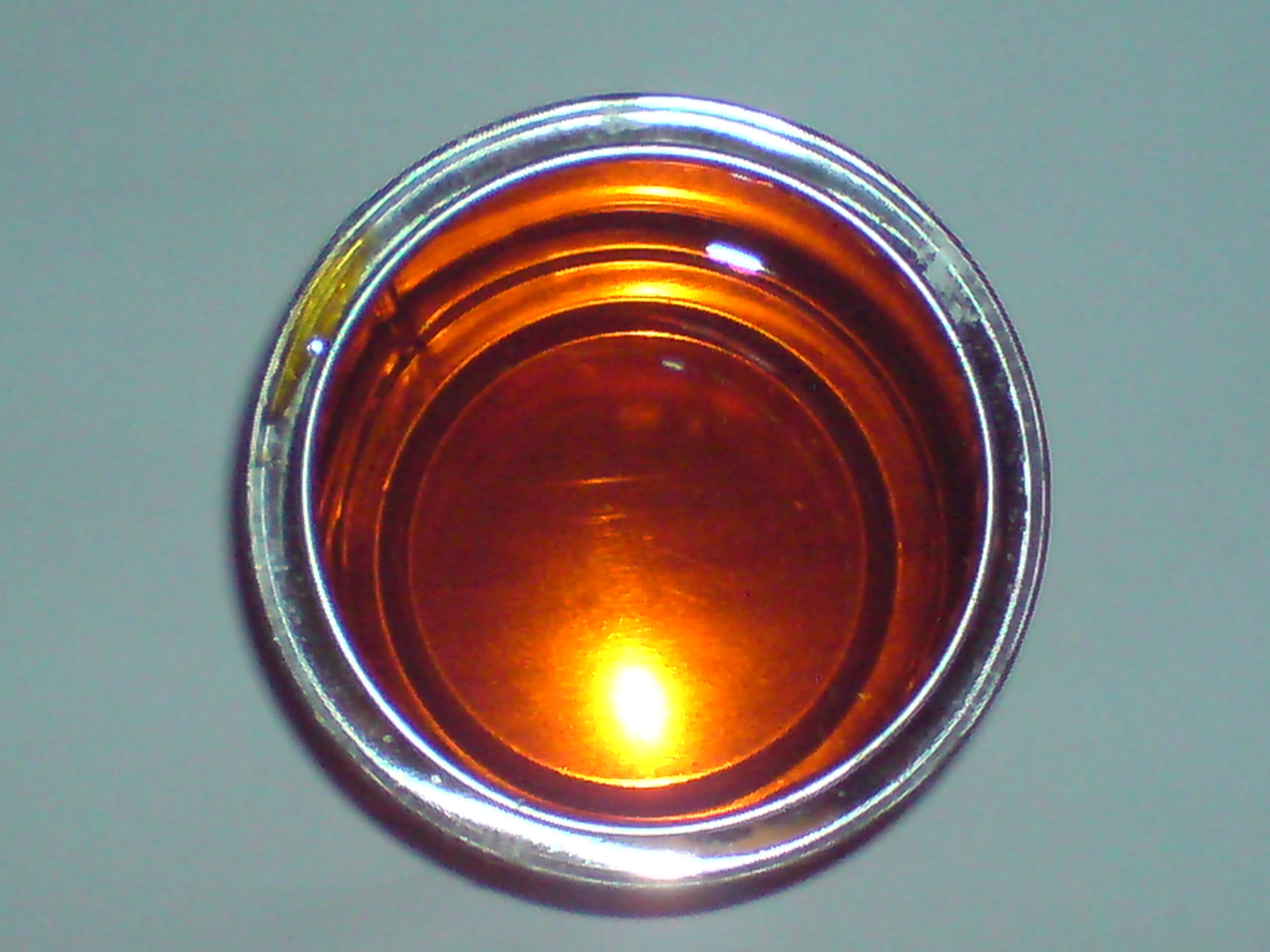
Sirap i plåtburk.

Sirap är tjocka och segflytande vätskor med hög sockerhalt. De produkter som produceras kommersiellt som sirap i Sverige framställs genom invertering av råsocker. 
Sirap betecknar även de orena safter som bildas vid sockertillverkning, varav den minst rena går under beteckningen melass. Sirap ska inte förväxlas med lönnsirap, som inte tillverkas av invertsocker utan genom indunstning av sav från en del lönnar, främst sockerlönn.
Traditionellt betecknar sirap alla sorters trögflytande sockerhaltiga vätskor, t.ex. nedkokta fruktjuicer (som historiskt var ett viktigt sötningsmedel) men även fruktlag.

## Framställning
Kommersiellt framställs sirap i Sverige genom att raffinerat betsocker sönderdelas med hjälp av ett enzym till en blandning av glukos, sackaros och fruktos. Ren vit sirap innehåller 50–63 % socker.

## Användning
Sirap används som sötningsmedel i bakverk, i såser, godis och i efterrätter.
Melass används, om den kommer från sockerrör, till framställning av rom, medan melass från sockerbetor används för framställning av sprit och jäst, samt i foderblandningar och vid ensilering av gröda.

## Olika typer av sirap
- svart sirap
- mörk sirap
- ljus sirap
- brödsirap
- vit sirap